# Cierva C.30
Cierva C.30 – brytyjski wiatrakowiec rozpoznawczy skonstruowany przez Juan de la Cierva.

## Historia

Silnik Armstrong Siddeley Genet Major IV eksponowany w MLP w Krakowie

W 1932 roku hiszpański konstruktor Juan de la Cierva opracował nowy typ wiatrakowca, który otrzymał oznaczenie Cierva C.30. Różnił się od poprzednich konstrukcji wiatrakowców, gdyż nie posiadał skrzydeł, a siła nośna powstawała w czasie obrotu trójłopatowego wirnika. Sterowanie maszyną odbywało się za pomocą zmiany kąta płaszczyzny obrotu wirnika.. 
W 1933 roku prototyp został oblatany i spełnił warunki jakie był założone. Rozpoczęto jego produkcję w zakładach Avro. Sprzedano też licencję tego samolotu do Francji, gdzie w zakładach Lioré et Olivier był produkowany pod nazwą LeO C.30, oraz do Niemiec gdzie w zakładach Focke-Wulf produkowano go pod nazwą Focke-Wulf C 30 Heuschrecke. Sprzedano również licencję do Japonii, gdzie produkcji ich nie rozpoczęto lecz na jej podstawie opracowano własną konstrukcję Kayaba Ka-1.
Łącznie wyprodukowano ok. 140 wiatrakowców tego typu we wszystkich wytwórniach. 

## Konstrukcja
Wiatrakowiec C.30 miał konstrukcję mieszaną. Kadłub mieścił dwie odkryte kabiny, w obu znajdowały się urządzenia sterujące. Za silnikiem był umieszczony zbiornik paliwa oraz zbiornik oleju. Podwozie stałe trójpunktowe z kółkiem ogonowym. Siła nośna wytwarzana była przez trójłopatowy wirnik, którego wychyleniem można było sterować za pomocą drążka sterowego. Łopaty o konstrukcji dźwigarowej, kryte sklejką i płótnem. Usterzenie klasyczne. Napęd stanowił silnik gwiazdowy napędzający dwułopatowe śmigło ciągnące. 

## Użycie w lotnictwie
Wiatrakowiec ten znalazł zastosowanie w lotnictwie Wielkiej Brytanii gdzie był stosowany jako samolot rozpoznawczy, ale także do komunikacji na niedużych odległościach, kontroli ruchu, fotografowania z powietrza itp. 
Podobne zastosowanie znalazły wiatrakowce produkowane na licencji we Francji i w Niemczech. W Niemczech stosowano je także jako samoloty ratownicze oraz o przewozu towarów w trudnym terenie, a w lotnictwie morskim jako samolot do wykrywania min morskich. 
Kilka krajów, w tym Polska, zakupiło po jednym lub kilka wiatrakowców, które były używane wyłącznie do testów i badań.
Polska zakupiła jeden wiatrakowiec Cierva C.30, który zarejestrowano jako samolot cywilny (SP-ANN). Sprowadził go do Polski lotem płk pil. Bolesław Stachoń. Następnie poddano go testom w Instytucie Lotnictwa w celu sprawdzenia czy może zostać użyty jako samolot wojskowy mogący zastąpić balony obserwacyjne w Batalionie Balonowym. Próby te jednak były negatywne, gdyż okazało się, że brak jest możliwości utrzymywania z nim łączności, nie można go uzbroić oraz brak jest miejsca na spadochrony dla załogi. W związku z tym zrezygnowano z jego zastosowania w lotnictwie wojskowym, a zakupiony egzemplarz przekazano do Aeroklubu Pomorskiego w Toruniu, gdzie był używany do 1939 roku.